# Isabella Cortese

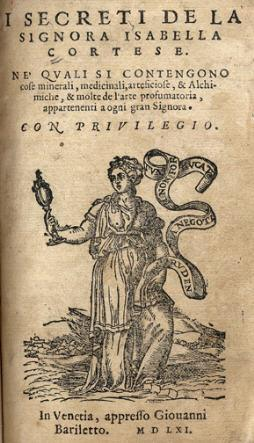

Isabella Cortese (probablemente un alias) fue una escritora, alquimista y médica italiana renacentista del siglo XVI autora del tratado I secreti della signora Isabella Cortese (1561)

## Educación
Cortese afirmó haber estudiado alquimia durante treinta años, incluyendo las obras de alquimistas consolidados, como Geber, Ramon Llull, y Arnaldo de Vilanova. Sin embargo, desdeñaba ampliamente esas obras, calificándolas de «completo galimatías, lleno de fábulas y locas recetas que sólo hacen perder el tiempo y el dinero».  Ella creía que no había ganado nada con esos estudios, sino «un incremento de la probabilidad de una muerte prematura».  Se dice que Isabella aprendió más sobre la alquimia viajando por todo el mundo, en lugar de leer algunos antiguos libros sobre el tema.

## Los secretos
A lo largo del siglo XVI, la cultura científica floreció en muchas áreas distintas de estudio. Había un nuevo entusiasmo por manipular la naturaleza y adquirir nuevos conocimientos. En un comienzo, la palabra secreto era equivalente a experimento. Esta nueva forma de ciencia era atractiva para todos, no solo para los ricos, trascendiendo fronteras, de otro modo infranqueables. Los libros de secretos circulaban en Italia en forma de manuscritos. Los temas eran muy diferentes, desde uso medicinal hasta cosméticos. Por otra parte, se prestó especial atención a los temas de la gestión del hogar y de la salud femenina, como el embarazo, la fertilidad y la preparación del parto.

## Los secretos de la señora Isabella
En 1561, el libro I secreti della signora Isabella Cortese apareció por primera vez en Venecia, presentando la alquimia a un público más amplio. Este libro pertenecía al género de  libros de secretos. El género ganó notoriedad alrededor del siglo XVII. Los mencionados secretos de Isabella Cortese se referirían más exactamente como remedios caseros en la sociedad actual. Incluían instrucciones sobre cómo hacer muchos artículos prácticos, como pasta de dientes, pegamento, abrillantador, jabón, y cosméticos. Las recetas contenidas en la obra se dividieron en cuatro libros distintos. El primero ilustra la idea de recetas medicinales y formas de tratamiento de las principales enfermedades existentes en Europa como la sífilis o la peste, así como la forma de curar heridas a través de la alquimia. El segundo libro se centra en cómo producir sustancias como el oro, o cómo alterar las propiedades de los metales. El tercer libro tiene una cobertura más amplia, incluyendo temas que llamaron mucho la atención, como el montaje de espejos, el teñido del pelo o la limpieza de las manchas. El último libro está dedicado a la belleza femenina, con mención especial de cremas, polvos, tintes y aceites.
En 1599, el libro se Cortese había alcanzado siete ediciones, y había sido colocado entre los Professori di Segreti ennumerados por Tomaso Garzoni en su enciclopédica Piazza Universale.

## Identificación del personaje
Dado que, aparte del libro, no se ha encontrado ningún rastro documental relativo a Isabella Cortese, se ha planteado la hipótesis de que su nombre pudiera ser un seudónimo. Según esta hipótesis, el probable autor verdadero sería Timoteo Rosselló. A su favor está el hecho de que los mismos temas están tratados en La summa di secreti de Rosselló, además de que los dos textos fueron confiados al mismo tipógrafo, Giovanni Bariletto, y que existe una correspondencia en la dedicatoria a Mario Chaboda, archidiácono de Ragusa. En contra de esta hipótesis están la diferencias significativas de estilo en ambas obras.